# Station Yotsubashi
Station Yotsubashi (四ツ橋駅,  Yotsubashi-eki) is een metrostation in de wijk Nishi-ku in Osaka, Japan. Het wordt aangedaan door de Yotsubashi-lijn. Het station is via ondergrondse wandelgangen verbonden met het station Shinsaibashi, gelegen ten oosten van het station Yotsubashi.

## Lijnen

### Yotsubashi-lijn(stationsnummer Y14)
| 1 | ■ Yotsubashi-lijn | richting Daikokuchō en Suminoekōen |
| 2 | ■ Yotsubashi-lijn | richting Namba en Nishi-Umeda      |

## Geschiedenis
Het station werd samen met Daikokuchō in 1942 geopend als eerste gedeelte van de Yotsubashi-lijn, maar vanwege de verslechterde oorlogssituatie werd de bouw gestaakt.

## Overig openbaar vervoer
Bussen 84, 85 en 103
Nishi-Umeda · Higobashi · Hommachi · Yotsubashi · Namba · Daikokuchō · Hanazonochō · Kishinosato · Tamade · Kita-Kagaya · Suminoekōen